# Baricentar
Baricentar (grč. bari- ili βαρύ-ς: teško + centar: središte), težište ili središte mase, u astronomiji je točka oko koje se gibaju nebeska tijela dvojnog ili višestrukog sustava. Baricentar sustava Zemlje i Mjeseca nalazi se unutar Zemljine površine na udaljenosti 4670 kilometara od središta (oko 74% Zemljinog polumjera). Ta se točka sustava, a ne središte Zemlje, giba po eliptičnoj stazi oko Sunca.

## Problem dvaju tijela
Kod sustava dvaju tijela, baricentar je ustvari jedno od žarišta eliptičnih putanja oba tijela, po kojima se oni kreću. Recimo za prvo tijelo, udaljenost r1 od baricentra do središta tog tijela iznosi:
{\displaystyle r_{1}=a\cdot {M_{2} \over M_{1}+m_{2}}={a \over 1+M_{1}/M_{2}}}
gdje je:
a - udaljenost između središta dvaju nebeskih tijela;;
M1 i M2 - mase prvog, odnosno drugog nebeskog tijela. To znači da je r1 ustvari velika poluos elipse po kojoj se kreće prvo tijelo.

### Dva nebeska tijela nešto različitih masa
U najjednostavnijem slučaju dva se tijela gibaju koncentričnim kružnicama. Centripetalno ubrzanje uzrokovano je gravitacijskom silom. Sila između masa M1 i M2 uzajamna je i jednaka:
{\displaystyle F=G{\frac {M_{1}M_{2}}{r^{2}}}\ }
Ubrzanje jednog tijela je:
{\displaystyle g_{1}=G{\frac {M_{2}}{r^{2}}}\ }
a ubrzanje drugog tijela je:
{\displaystyle g_{2}=G{\frac {M_{1}}{r^{2}}}\ }
Svako pojedino ubrzanje određeno je masom onog drugog tijela. Sila između tijela je stalna i oba su ubrzanja stalna ako je razmak tijela r stalan, što je ispunjeno kod koncentričnih kružnih staza, pa je tada i brzina svakog tijela stalna. Tijela u jednako vrijeme obiđu svako po svojoj kružnici. Kada toga ne bi bilo, jednom bi se tijela susrela na bližim dijelovima staza, drugi put na udaljenijim, pa ni sila ne bi bila stalna. Zato se tijela moraju uvijek nalaziti na dijametralno suprotnim točkama svojih staza i zbroj polumjera staza jednak je razmaku tijela:
{\displaystyle r_{1}+r_{2}=r}
A kako tijela obiđu staze u isto vrijeme, ophodne brzine su u istom odnosu u kojemu su opsezi ili polumjeri staza:
{\displaystyle {\frac {v_{1}}{v_{2}}}={\frac {r_{1}}{r_{2}}}}
Izjednačimo centripetalna ubrzanja za svako tijelo s ubrzanjem gravitacijske sile, no tako da brzinu izrazimo polumjerom i periodom ophoda staze P:
{\displaystyle g_{1}={\frac {v_{1}^{2}}{r_{1}}}\ ={\frac {4\pi ^{2}r_{1}}{P^{2}}}\ ={\frac {GM_{2}}{r^{2}}}\ }
{\displaystyle g_{2}={\frac {v_{2}^{2}}{r_{2}}}\ ={\frac {4\pi ^{2}r_{2}}{P^{2}}}\ ={\frac {GM_{1}}{r^{2}}}\ }
Omjer desnih jednakosti iskazuje veoma važnu činjenicu:
{\displaystyle {\frac {r_{1}}{r_{2}}}={\frac {M_{2}}{M_{1}}}}
Razmak tijela od zajedničkog centra kruženja obrnuto je razmjeran masama tih tijela. To je svojstvo koje pokazuje centar mase ili težište nekog sustava masa. Kada se neko složeno tijelo nalazi u gravitacijskom polju, gibanje tog tijela kao cjeline odvija se kao da je sva masa postavljena u centar mase. U slučaju svemirskog sustava sastavljenog od dvaju tijela njihov će zajednički centar mase ili mirovati, ili će se gibati jednoliko po pravcu (ako na nj ne djeluju sile drugih nebeskih tijela). Sama pak tijela obilazit će oko centra mase. Spojnica dvaju tijela uvijek prelazi preko centra mase i ubrzanje je usmjereno prema njemu. Lako se je osvjedočiti da će s povećanjem jedne mase na račun druge, centar mase stremiti prema većoj masi. Ubrzanje prvog tijela postaje beznačajno ako je masa drugog tijela zanemariva prema masi prvog tijela. To je bilo približenje (aproksimacija) učinjeno u problemu jednog tijela. Tada se prvo tijelo, kao da je beskonačne mase, nalazilo u središtu kruženja. Tako smo Sunce zamišljali u središtu kruženja planeta, a planete u središtu kruženja njihovih satelita. 
Zbog relativno velike Mjesečeve mase, Zemlja ne obilazi oko Sunca po elipsi. Oko Sunca po elipsi ustvari putuje baricentar (centar mase) sustava Zemlja - Mjesec, a ne centar Zemlje. Ni Mjesečeva staza oko Sunca nije elipsa, no Mjesec na stazi nikada ne čini petlje (iako tako crtamo na malim crtežima); štoviše, staza mu nikada nije izbočena (konveksna) prema Suncu. 
Ako zvijezda ima tamnog pratioca (planet velike mase), tada se u vlastitom gibanju zvijezde mora javiti utjecaj tog pratioca. Put zvijezde krivudat će oko linije kojom se giba centar mase (baricentar).